# Verzorgingsplaats Bloksloot
Verzorgingsplaats Bloksloot is een Nederlandse verzorgingsplaats langs de A7 Bad Nieuweschans-Zaandam in het gedeelte Joure-Sneek tussen afrit 23 en de Prinses Margriettunnel in de gemeente De Friese Meren.
Ten noorden van de verzorgingsplaats ligt een weggetje met de naam Bloksleat, de Friese naam voor Bloksloot.
Bij de verzorgingsplaats is een tankstation van Tinq aanwezig. Tinq is een dochteronderneming van Gulf.
Deze verzorgingsplaats ligt precies op de NAP-nullijn. In 2005 heeft het Nederlands Bureau voor Toerisme & Congressen, samen met de ANWB en de ministeries van Verkeer en Waterstaat en Onderwijs, Cultuur en Wetenschap alle verzorgingsplaatsen die op deze nullijn liggen voorzien van een informatiebord om aldus deze lijn inzichtelijk te maken voor het publiek.
Richting Bad Nieuweschans:
Middelsloot · 
De Koggen · 
Broerdijk · 
Hoge Kwel · 
Monument · 
Breezanddijk · 
Hayum · 
Laerd · 
De Horne · 
De Wâlden · 
Mienscheer · 
Dikke Linde · 
Meedenertol · 
Bunderneuland (D)
Richting Zaandam:
Poort van Groningen · 
Roode Til · 
Veenborg · 
Oude Riet · 
De Vonken · 
Bloksloot · 
Wildinghe · 
Breezanddijk · 
Monument · 
Den Oever · 
De Wierde · 
De Horn · 
Kruisoord